# Cypraecassis coarctata
Cypraecassis coarctata — распространённый в тропических морях брюхоногий моллюск, вид рода Cypraecassis семейства Шлемовидки. Размер раковины 38 — 89 мм. Встречается в Тихом океане: Калифорнийский залив (Западная Мексика) и Галапагосские острова (Перу). Вид известен в ископаемом состоянии из отложений среднего-позднего плейстоцена (0,781 — 0,0117 миллионов лет назад), Мексика.	